# Tagdrag rinpoche
De Tagdrag rinpoche, vaak geschreven als Taktra rinpoche is een tulkulinie uit de gelugtraditie van het Tibetaans boeddhisme.
Traditioneel is zijn zetel het klooster Tagdrag in het arrondissement Tölung Dechen in de Tibetaanse Autonome Regio. De tweede Tagdrag rinpoche was de laatste regent van Tibet, voor aanvang van de regering van de veertiende dalai lama.

## Overzicht
1. Lobsang Khyenrab Wangchug (?–1872), van 1853–1870 de 76e Ganden tripa
2. Ngawang Sungrab Thutob (1874-1952)
3. Tenzin Geleg (in of na 1952)